# Guardian Angels (milice)
Pour les articles homonymes, voir Guardian Angels.

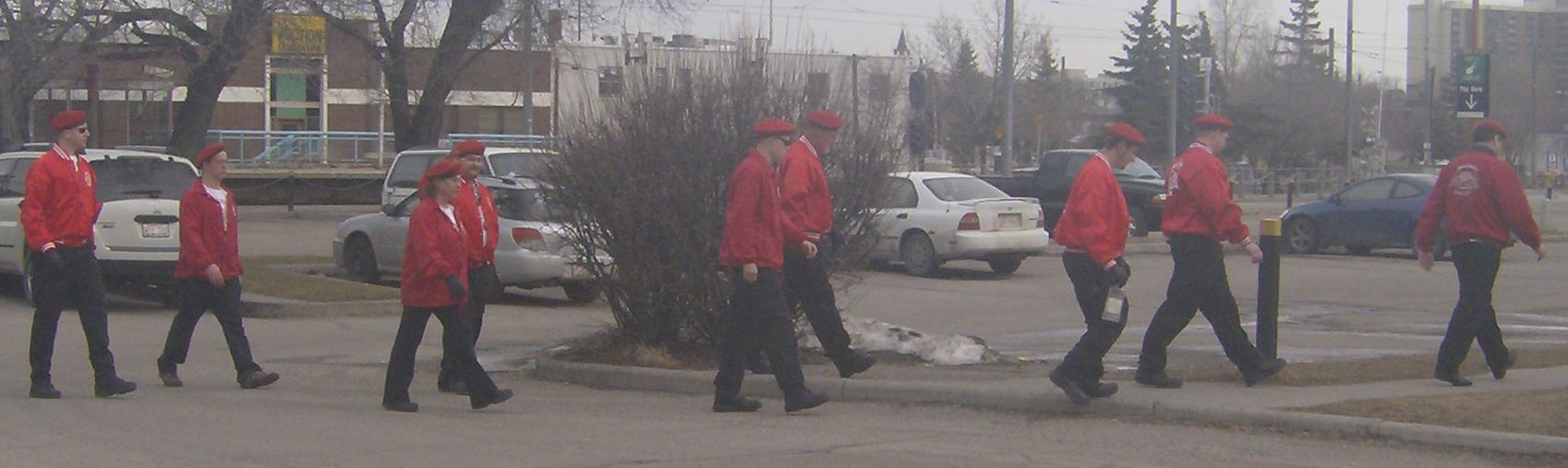
Un groupe de Guardian Angels à Calgary, Alberta

Guardian Angels (les anges gardiens) est une organisation internationale à but non lucratif, sous la forme d’une milice non armée effectuant des patrouilles, constituée de bénévoles, fondée le 13 février 1979 à New York par Curtis Sliwa dans le but de combattre la violence dans le métro de New York. L'organisation s'est étendue à divers pays dès les années 1980.

## Activité
L’activité principale des guardian angels est la Safety Patrol (patrouille de sécurité) durant laquelle des membres parcourent les rues ou prennent le métro, portant un uniforme constitué d’un béret et d'une veste rouges avec le logo de l’organisation. Les membres sont formés aux techniques des premiers secours, de résolution de conflit et de communication et aux arts martiaux. Ils sont autorisés à intervenir dans le cadre de la loi.

## Organisation internationale
En plus de s’être étendu à différentes villes des États-Unis, d’autres pays du monde ont des « Guardian Angels, tels que le Japon depuis 1996 (président Keiji Oda),, Israël (président Jill Shames), l’Angleterre, avec une restriction juridique demandant que l'utilisation de la force soit réduite au minimum lors d’arrestations, l’Afrique du Sud, depuis 2004, (président Carl Viljoen),,,, le Canada, la Nouvelle-Zélande depuis 2006, les Philippines, le Mexique depuis 2007, fondée par le lutteur Vampiro, en Australie, dans les années 1990, avant d’être dissoute, en Italie, et depuis 2019 en Espagne à Barcelone.

## Controverses

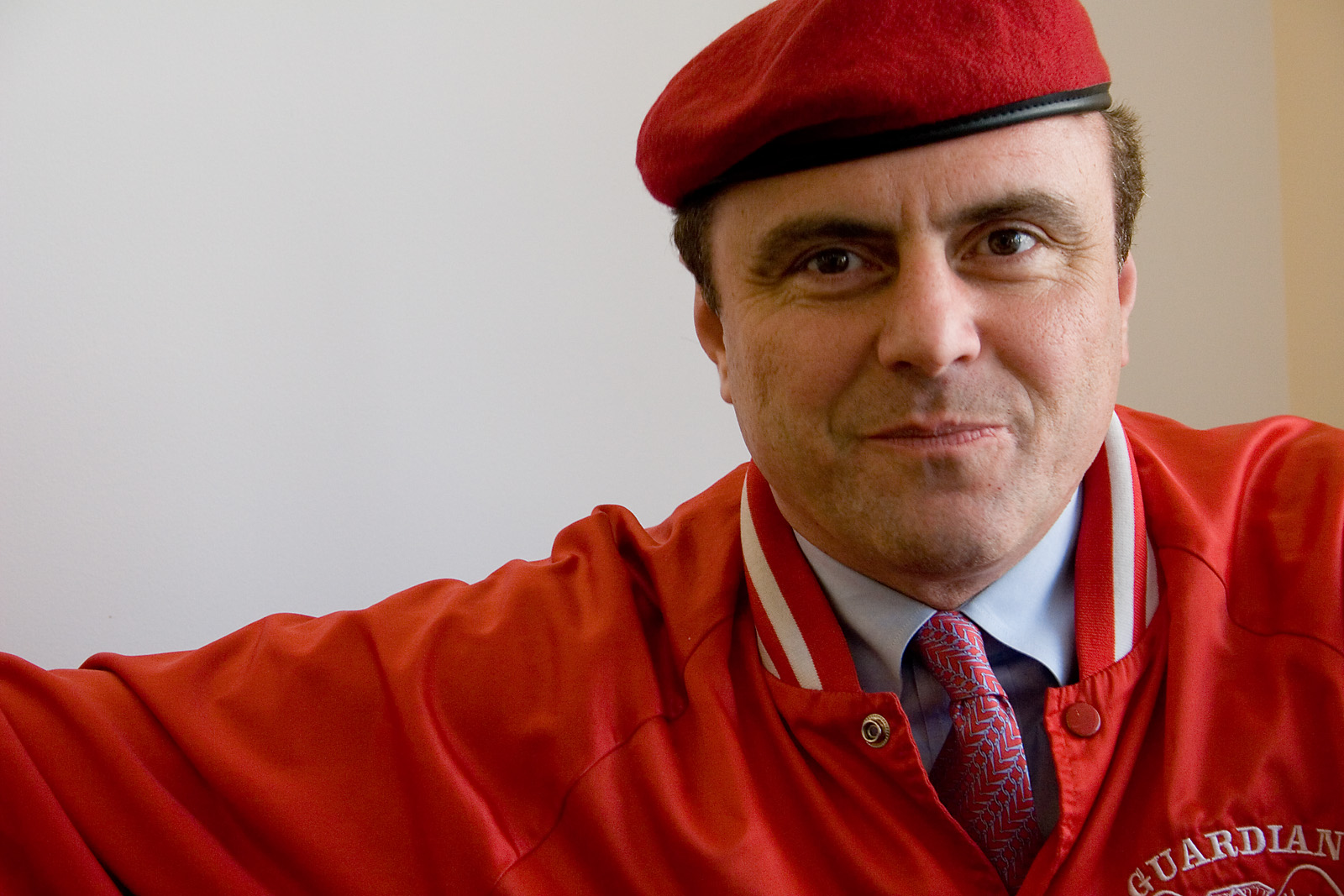
Curtis Sliwa

L’organisation a soulevé quelques oppositions à sa création et le maire en fonction à l’époque, Ed Koch, s’était même opposé publiquement à leur existence avant  de changer d’avis. Depuis, les maires Rudolph Giuliani et Michael Bloomberg ont soutenu l’organisation. En 1992, Curtis Sliwa a fait des excuses publiques pour avoir mis en scène des interventions dans le métro au cours des années 1980 dans le but de faire de la publicité pour son organisation.

## Adaptation télévisée
En 1988, la télévision s'inspire de cette milice pour créer la série Les Chevaliers de la nuit sur ABC.

## Musique
En 1979, le groupe Golden Flamingo Orchestra en a fait une chanson : The Guardian Angel Is Watching Over Us. Elle raconte comment on se sent protégé dans le métro new-yorkais grâce à ces anges gardiens.